# شيراسو
شيراسو (بالإيطالية: Ceraso)‏ هي بلدية في مقاطعة سلرنو بمنطقة كمبانية جنوب غرب إيطاليا، ويبلغ عدد سكانها 2494 نسمة.